# Cina
Cina či Pština (německy Zinna, polsky Psina [pšina] nebo slezsky Cyna) je levý přítok řeky Odry v polském Horním Slezsku.

## Název
Ve gmině Bavorov (polsky Baworów, česky také Bavorovice, německy Bauerwitz) je také ves Sucha Psina ([sucha pšina], německy Zauchwitz, od roku 1936 Dreimühlen nebo dříve Zauchwiz, 1337 Suchapsina, 1423 Czawchenczin, 1467 Czawecheczin, 1524 Zauchzen, ve Slovníku geografickém království Polského a jiných slovanských zemí též Sucha Pścina), která se česky nazývá Suchá Pština. Ves Sucha Psina/Suchá Pština leží na potoce Sucha neboli Sucha Psina čes. (Suchá Pština), jež je přítokem Psiny/Ciny/Pštiny.
Ve gmině Bavorov leží na řece Cině/Psině také ves Sułków (do 31. prosince 2004 Sulków, česky Sulkov, německy Zülkowitz (dříve Zilchowitz), jejíž německý název byl v roce 1936 změněn ze slovansky znějícího Zülkowitz změněn na Zinnatal.
Pština (polsky Potok Rozumicki nebo Trzebomka nebo dříve Pszcina, německy Pscina Bach) je také potok tekoucího z Rozumic přes Třebom a v Samborovicích se vlévajícího do Troji, pravého přítoku Ciny/Psiny.

## Průběh toku

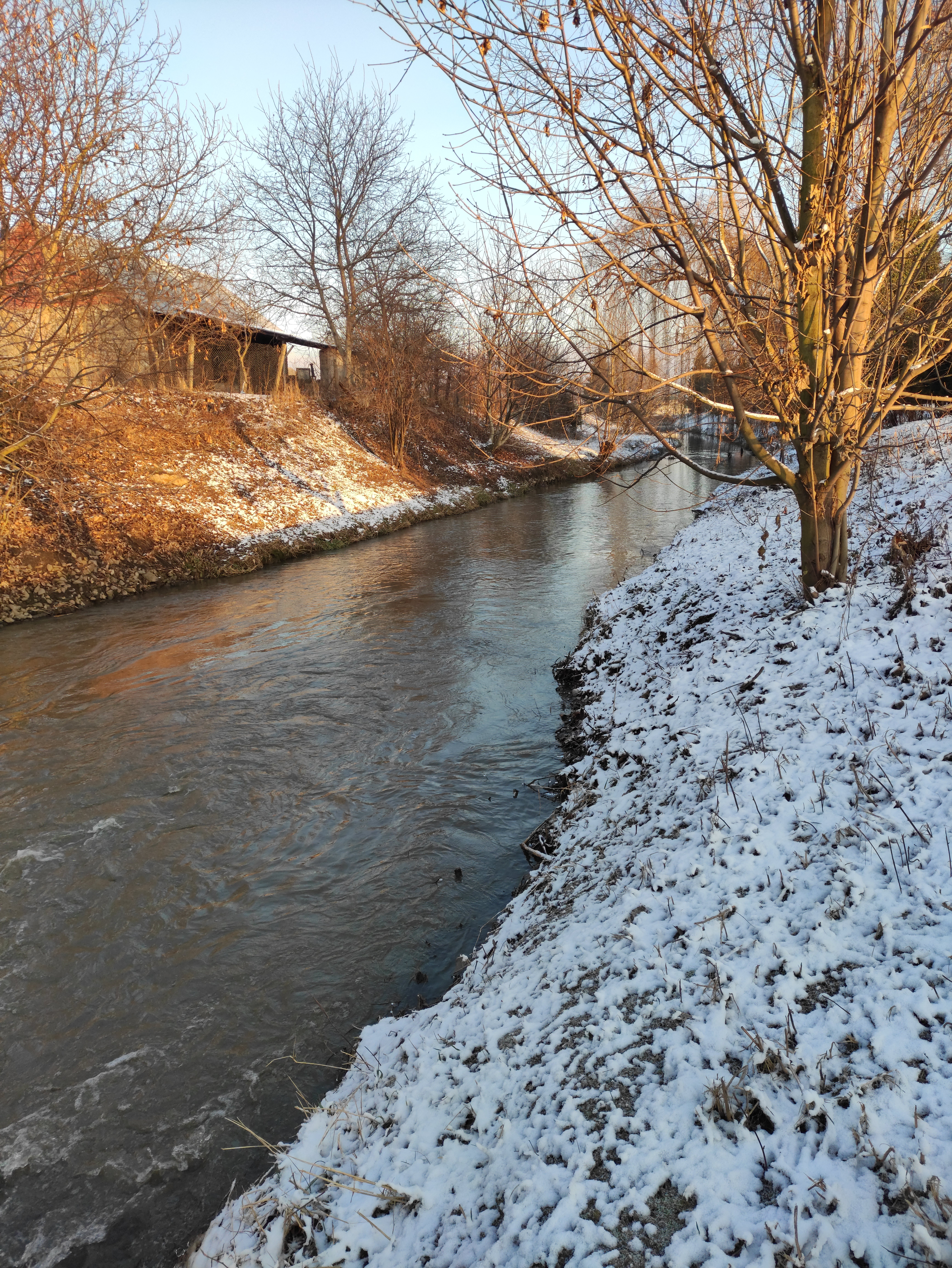

Pramení nad vsí Gadzowice (blízko česko-polské strátní hranice) a protéká přes Gadzowice, Głubczyce (něm.  Leobschütz), Bavorov (něm. Bauerwitz), Pietrowice Wielkie. U Cyprzanówa a Samborowic se do Psiny vlévá zleva říčka Troja
Tok pak pokračuje přes Wojnowice (něm. Woinowitz) a před vesnicí Bojanów se do Psiny zleva vlévá Biała Woda. Psina dále protéká vesnicí Benkovice (Bieńkowice) a jižně od Ratiboře (Racibórz) se vlévá po cca 50 kilometrech délky do Odry v Polderu Racibórz Dolny. Z Psiny byl vystavěn umělý kanál (z Benkovic do Ratiboře) nazývaný Psinka nebo Cyna.

### Významnější přítoky
- pravé: Złotnik, Troja, Biała Woda (Krzanówka, Bílá Voda, Oldřišovský potok)
- levé: Gadzówka

## Jazyková hranice

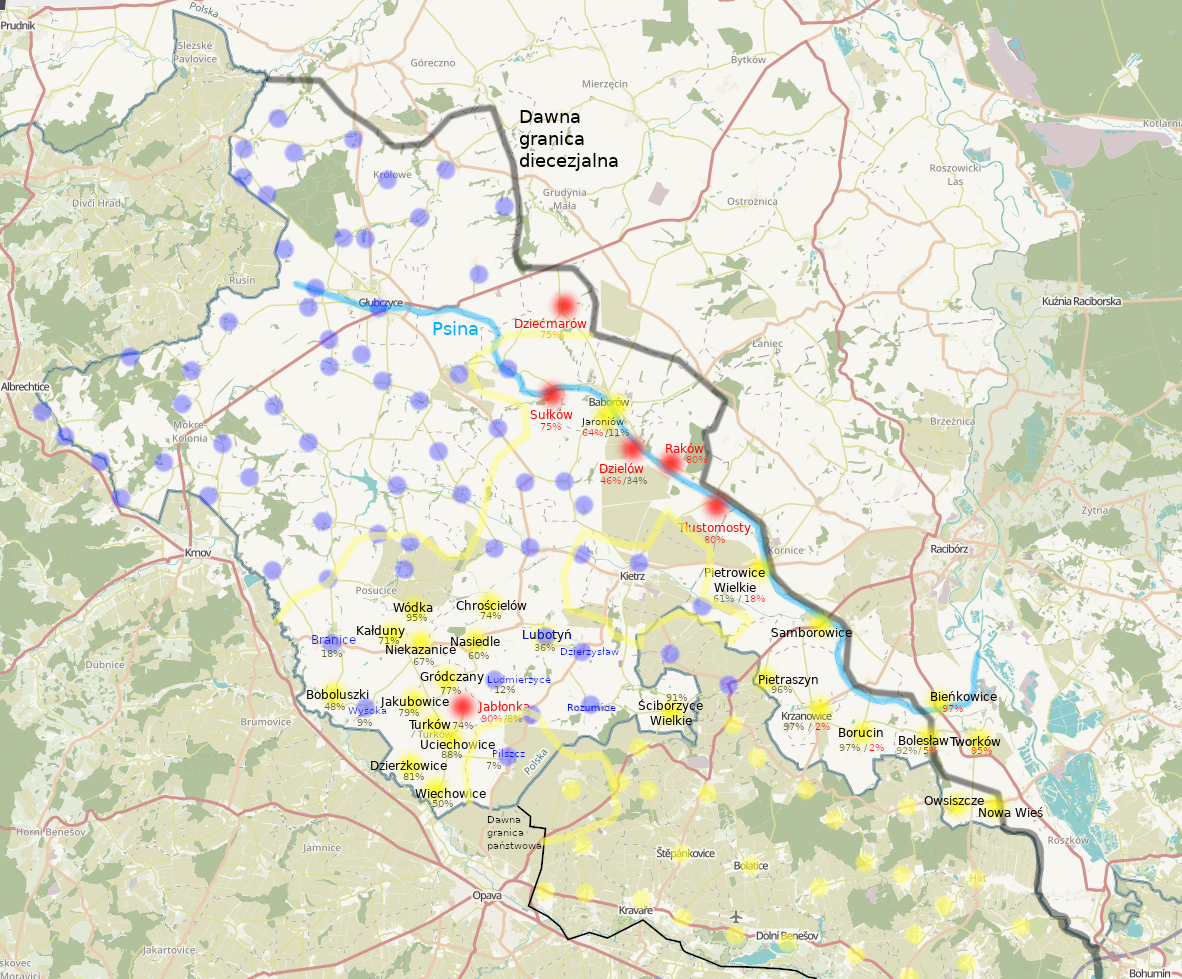
Cina (modrá barva), lašská nářečí (žlutá) a polská slezština (červená) na začátku 20. století v dnešním Polsku

Od roku 1137 (Kladský mír) tvoří Cina zemskou hranici mezi Moravou (resp. českými zeměmi; pravý břeh) a Slezskem (resp. polskými zeměmi; levý břeh) a dodnes je pro zbytky autochtonního slovanského obyvatelstva jazykovou hranicí česko-slezskou – jižně od Ciny se mluvilo hlavně lašskými dialekty češtiny, severně od ní se užívá polština, popř. slezština. (Tamní Slezané říkají: „Po Cinu letí vrůna a za ní už vrana.“)